# Juncus hemiendytus
Juncus hemiendytus är en tågväxtart som beskrevs av Frederick Joseph Hermann. Juncus hemiendytus ingår i släktet tåg, och familjen tågväxter. Inga underarter finns listade i Catalogue of Life.

## Bildgalleri

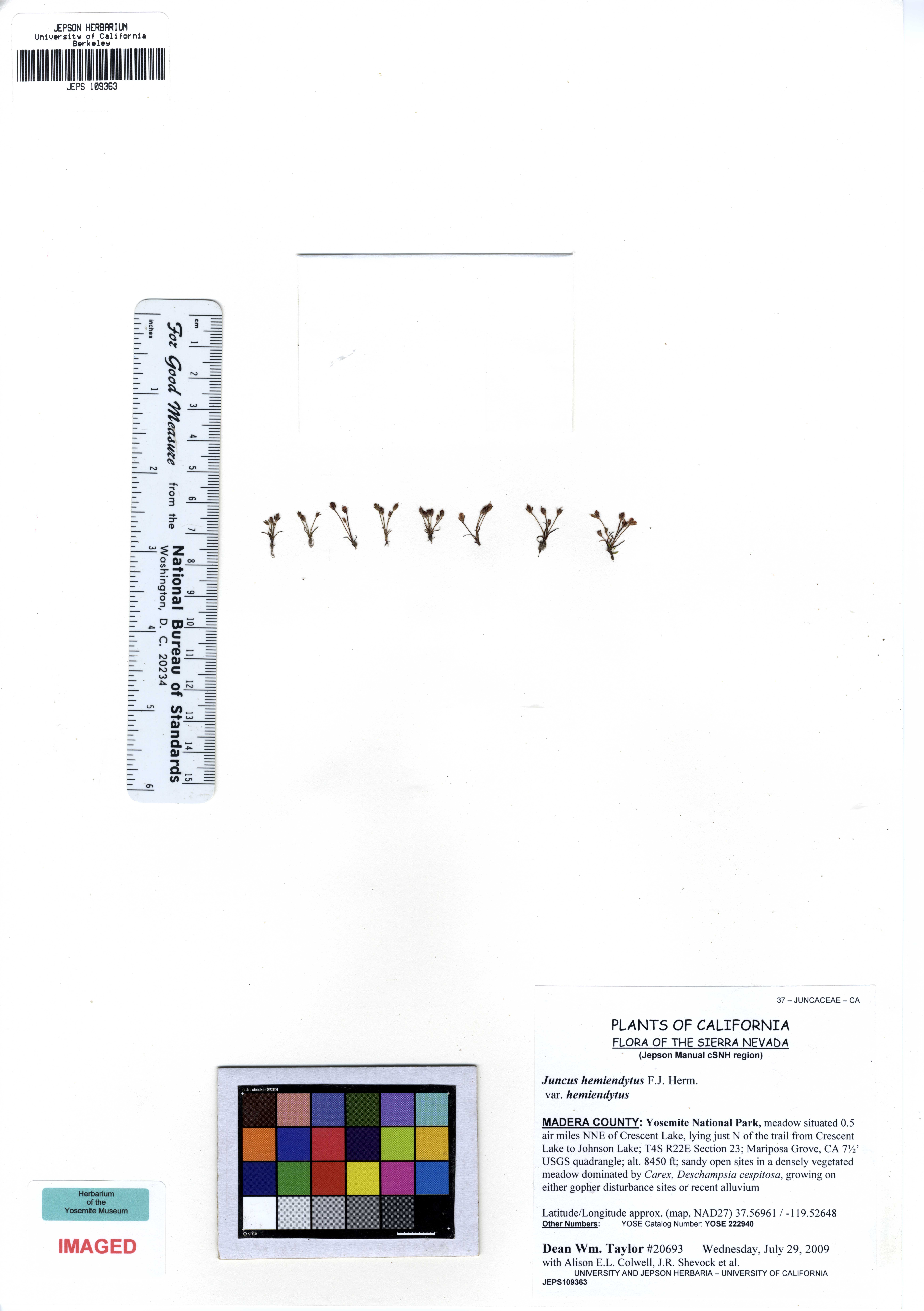